# Magda Renner
Magda Elisabeth Nygaard Renner (Porto Alegre, 1926 — Porto Alegre, 11 de outubro de 2016) foi uma ambientalista brasileira.
Começou a se interessar pela preservação ambiental a partir do seu trabalho na ONG Ação Democrática Feminina Gaúcha (ADFG), na qual ingressou na década de 1960, entidade de assistência social que buscava ampliar a inserção das mulheres das periferias na sociedade e fortalecer seu senso de cidadania e dignidade. Em 1972, após assistir uma palestra do ecologista José Lutzenberger, fundador da Associação Gaúcha de Proteção ao Ambiente Natural (AGAPAN), Magda iniciou efetivamente sua militância no ambientalismo, muitas vezes engajando também a ADFG, que veio a presidir, e que promoveu o primeiro projeto de separação do lixo em Porto Alegre e passou a atuar em foros internacionais contra a pobreza e a favor da natureza.
Já em 1974 sua atividade se tornara notória o bastante para valer-lhe o Prêmio Personalidade em Ecologia oferecido pelo jornal Zero Hora. Sua atuação contabiliza episódios como a polêmica envolvendo a maré vermelha que atingiu o litoral gaúcho em 1978, o que a conduziu para a luta contra os agrotóxicos, e os protestos contra os aterros de resíduos nas ilhas do rio Guaíba. Foi uma das organizadoras do primeiro encontro nacional pela proteção da natureza em 1975, e nos anos 1980, engrossou passeatas que alertavam sobre os problemas decorrentes da instalação do Polo Petroquímico de Triunfo, o que acabou contribuindo para que o grupo de empresas seja hoje modelo de responsabilidade ambiental. Foi uma das fundadoras de uma rede internacional contra o uso abusivo de pesticidas, a Pesticide Action Network, sendo seu representante junto à Comissão de Agricultura do Congresso dos Estados Unidos. Foi convidada para integrar o Conselho Nacional do Meio Ambiente assim que foi fundado, e sua atuação no lobby ecológico foi decisiva durante a elaboração da Constituição de 1988.
Considerada figura carismática, articulada e destemida, tornou-se uma das mais influentes ambientalistas do estado. Sua trajetória e a de Giselda Castro, sua companheira em muitas batalhas, foram narradas no documentário Substantivo Feminino, de Daniela Sallet e Juan Zapata, contando com depoimentos de ativistas brasileiros e de estrangeiros que conviveram com ambas. Em 2012 a Assembleia Legislativa do Rio Grande do Sul, por iniciativa da deputada Marisa Formolo, criou o Prêmio Pioneiras da Ecologia Hilda Zimmermann, Giselda Castro e Magda Renner, que destaca ações em defesa do ambiente. Segundo Formolo,  “o nome do prêmio é uma forma de homenagear as mulheres que sempre tiveram uma preocupação ecológica. Também queremos fazer uma homenagem a estas três magníficas guerreiras da ecologia, que em tempos muito difíceis assumiram a defesa do ambiente”.
Foi casada com o empresário Otto Renner, filho de A. J. Renner, um dos maiores empresários do Rio Grande do Sul. Com o marido teve os filhos Telma, Felicitas, Cristiano e Mathias. Faleceu em 2016 em decorrência do mal de Alzheimer, diagnosticado 13 anos antes.